# Episodi de Le avventure di Bailey (quinta stagione)
La quinta stagione della serie televisiva Le avventure di Bailey è stata trasmessa in anteprima nel Regno Unito dalla BBC tra il 23 novembre 1988 e il 28 dicembre 1988.
| nº | Titolo originale                  | Titolo italiano | Prima TV UK      | Prima TV Italia |
| -- | --------------------------------- | --------------- | ---------------- | --------------- |
| 1  | Rumpole and the Bubble Reputation |                 | 23 novembre 1988 |                 |
| 2  | Rumpole and the Barrow Boy        |                 | 30 novembre 1988 |                 |
| 3  | umpole and the Age of Miracles    |                 | 7 dicembre 1988  |                 |
| 4  | Rumpole and the Tap End           |                 | 14 dicembre 1988 |                 |
| 5  | Rumpole and Portia                |                 | 21 dicembre 1988 |                 |
| 6  | Rumpole and the Quality of Life   |                 | 28 dicembre 1988 |                 |